# Eupelmus oreias
Eupelmus oreias är en stekelart som beskrevs av Perkins 1910. Eupelmus oreias ingår i släktet Eupelmus och familjen hoppglanssteklar. Inga underarter finns listade i Catalogue of Life.